# Vrbovce (Słowenia)
Vrbovce – wieś w Słowenii, w gminie Šentjernej. W 2018 roku liczyła 72 mieszkańców.